# Bergmans-Harlekinflughund
Der Bergmans-Harlekinflughund (Scotonycteris bergmansi) ist ein in Zentralafrika verbreitetes Fledertier in der Familie der Flughunde. Die Population zählte vor 2015 zu Zenkers Harlekin-Flughund (Scotonycteris zenkeri). Der Artzusatz im wissenschaftlichen Namen ehrt den niederländischen Zoologen Wim Bergmans.

## Merkmale
Mit einer Kopf-Rumpf-Länge von 65 bis 85 mm, einem fehlenden Schwanz sowie mit einem Gewicht von 16 bis 24 g unterscheidet sich die Art nicht von anderen Gattungsvertretern. Der Artstatus wurde aufgrund molekulargenetischer Abweichungen anerkannt. Es sind 11 bis 14 mm lange Hinterfüße und 12 bis 17 mm lange Ohren vorhanden. Wie bei nahen verwandten Fledermäusen kommen weiße Muster auf der Schnauze und zwischen den Augen vor. Die Augen sind groß mit dunkelbrauner Iris und die Ohren besitzen abgerundete Spitzen. Auf der Oberseite ist rotbraunes bis dunkelbraunes Fell vorhanden. Borstige Haare um den Hals bilden einen Kragen, während das unterseitige Fell kürzer und heller ist. Der Bergmans-Harlekinflughund hat hellgraue bis olivbraune Flughäute. Weiterhin sind die gebogenen oberen Schneidezähne typisch.

## Verbreitung
Diese Art kommt von der Zentralafrikanischen Republik über die Republik Kongo und Äquatorialguinea bis zur Demokratischen Republik Kongo vor. Möglicherweise erreicht sie angrenzende Gebiete von Kamerun, Angola und Sambia. Die Tiere halten sich im Flach- und Hügelland in tropischen Regenwäldern auf. Im Unterwuchs kommt oft die Pflanze Haumania liebrechtsiana (Pfeilwurzgewächse) vor.

## Lebensweise
Die Exemplare ruhen im Blattwerk und Weibchen sind eng an ihr Revier gebunden. Zusätzlich stellen breite Flüsse wie der Kongo ein zu starkes Hindernis für Weibchen dar, das nicht überwunden wird. Die Nahrung besteht abhängig vom Angebot aus verschiedenen Früchten. Ein trächtiges Weibchen konnte im Juni registriert werden.

## Gefährdung
Zu möglichen Bedrohungen und zur Populationsgröße liegen keine Angaben vor. Die IUCN listen den Bergmans-Harlekinflughund als nicht gefährdet (least concern) aufgrund der weiten Verbreitung.